# مرکز پزشکی فدرال کارس‌ول

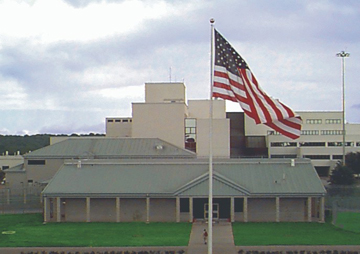

مرکز پزشکی فدرال کارس‌ول یکی از زندان‌های آمریکا، مخصوص زندانی‌های زن است. این زندان در فورت وورث ایالت تگزاس قرار دارد. مرکز پزشکی فدرال کارس‌ول شامل تمامی سطوح امنیتی شده و محل نگهداری از زندانی‌هایی است که دچار مشکلات پزشکی - روانی هستند.
این زندان تحت نظارت اداره فدرال زندان‌های آمریکا است.